# Ceramica Flaminia/2006
Deze pagina geeft een overzicht van de Italiaanse wielerploeg Ceramica Flaminia in 2006. In 2006 reden de volgende renners mee.
| Naam                               | Geboortedatum | Nationaliteit | Ploeg 2005                     |
| ---------------------------------- | ------------- | ------------- | ------------------------------ |
| Adriano Angeloni                   | 31-01-1983    | Italië        | Futura Team Matricardi         |
| Stefano Boggia                     | 25-09-1980    | Italië        | Team Icet                      |
| Davide Bonuccelli (Stagiair)       | 22-09-1982    | Italië        |                                |
| Ivan Degasperi (vanaf 12.04)       | 26-07-1981    | Italië        | Team LPR                       |
| Gianluca Geremia                   | 26-04-1981    | Italië        | Zalf-Désirée-Fior              |
| Hubert Krys                        | 17-12-1983    | Polen         | Cargo Embassy-Pedale Larigiano |
| Aljaksandr Koetsjynski             | 27-10-1979    | Wit-Rusland   | Amore & Vita                   |
| Paolo Longo Borghini (vanaf 01.06) | 10-12-1980    | Italië        | Team Barloworld-Valsir         |
| Tomasz Marczyński                  | 06-03-1984    | Polen         | Polisportiva Valdarno          |
| Massimiliano Martella              | 24-01-1977    | Italië        |                                |
| Julián Muñoz (Stagiair)            | 15-08-1983    | Colombia      |                                |
| Domenico Quagliarella              | 03-12-1979    | Italië        |                                |
| Gianmario Rovaletti (tot 05.04)    | 24-04-1979    | Italië        |                                |
| Maxim Rudenko                      | 12-10-1979    | Oekraïne      | Jartazi-Revor                  |
| Manuele Spadi                      | 19-10-1981    | Italië        |                                |
| Krzysztof Szczawiński              | 29-05-1979    | Polen         |                                |
| Maurizio Varini                    | 30-08-1978    | Italië        |                                |

2006 · 2007 · 2008 · 2009 · 2010